# Eduard Mittenzwey
Eduard Richard Mittenzwey (* 19. Oktober 1843 in Zossen bei Gera; † 3. Mai 1936 in Eisenach) war ein deutscher Richter in Thüringen.

## Leben
Mittenzweys Vater Karl-Friedrich Mittenzwey war Rittergutsbesitzer in der Gegend von Zossen. Eduard Mittenzwey besuchte die Gymnasien in Gera und Weimar und studierte dann Rechtswissenschaft an der Ruprecht-Karls-Universität Heidelberg, der Friedrich-Wilhelms-Universität zu Berlin und der Universität Jena. 1866 wurde er im Corps Thuringia Jena recipiert. In seiner Jugend und in späteren Jahren trat er als politischer Redner hervor.
Mittenzwey fing erst als Amtsassessor und dann als Amtsrichter 1874 in Kreuzburg an der Werra an. 1876 wurde er als Landtagsabgeordneter der Nationalliberalen Partei gewählt, welcher er von da an angehörte, wie auch später der Deutschen Volkspartei zu Zeiten der Weimarer Republik.
1879 wurde er zum Staatsanwalt in Weimar ernannt. In dieser Zeit begann eine nahe persönliche Beziehung zum Großherzog Carl Alexander von Sachsen-Weimar-Eisenach, da beide Kunstliebhaber waren. Zur Ehrung dieser Freundschaft wurde am 24. Juni 1909 gegenüber der Wartburgauffahrt in Eisenach das Carl-Alexander-Denkmal eingeweiht, welches außerdem an der Ecke der Straße war, in der Mittenzwey seine Villa hatte. Während seiner Zeit in Weimar kam er auch in Verbindung mit bekannten Weimarer Künstlern und wurde als Vorstandsmitglied des Weimarer Kunstvereins ernannt. Er war auch Mitglied des Germanischen Nationalmuseums in Nürnberg.

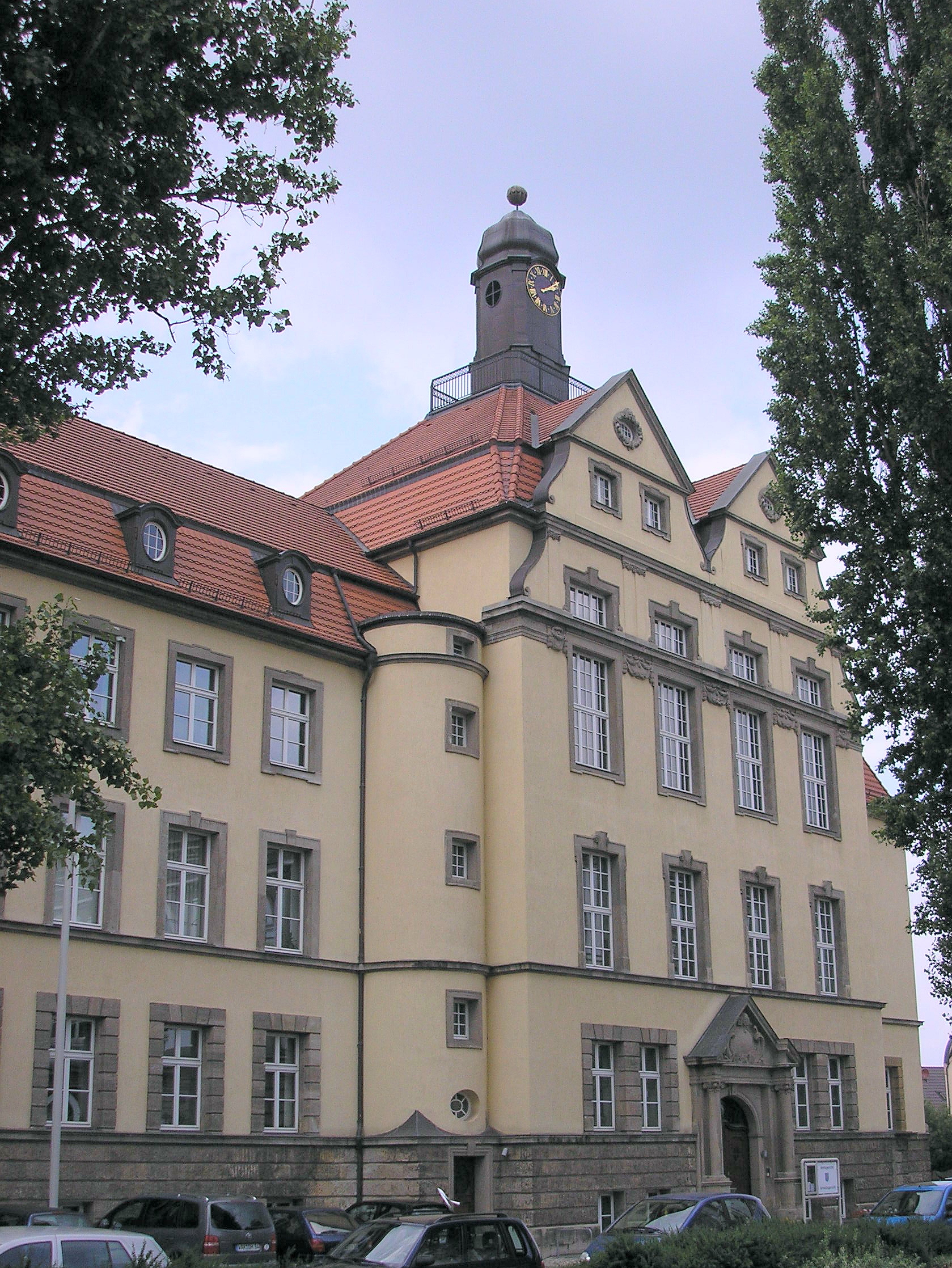
Gerichtsgebäude von Eisenach

Im September 1884 bekam er die Leitung der Staatsanwaltschaft am Landgericht in Eisenach zugesprochen, das Jahr, in dem er dann auch endgültig nach Eisenach zog. 1899 wurde er zum Landgerichtsdirektor ernannt und 1905 zum Landgerichtspräsidenten. 1910 erfolgte auch die Einweihung des neuen Justizgebäudes der Stadt. Nach seiner Pensionierung war er  Mitglied des Eisenachers Kirchenvorstandes und der Kirchenvertretung. Ebenfalls war er Mitbegründer der Kaligewerkschaft Sachsen-Weimar-Eisenachs in Unterbreizbach sowie Stellvertretender Vorsitzender des Aufsichtsrates und der Gewerkschaft Alexandershall in Bad Berka.
Mittenzwey wurden die Titel Geheimer Oberjustizrat und Großherzoglich-Sächsischer Geheimer Rat verliehen. Ferner zeichneten der Großherzog von Sachsen-Weimar-Eisenach und der Herzog von Meiningen ihn mit ihren höchsten Hausorden aus. So wurde er zum Komtur und Ritter hoher Orden ernannt.

### Familie
Eduard Mittenzwey heiratete am 12. Juli 1887 Elise Ortmann aus Bad Salzungen. Sie hatten drei Söhne: Moritz, Karl-Friedrich und Werner. Moritz studierte Forstwissenschaft. Karl-Friedrich Mittenzwey entschloss sich erst für die Laufbahn des Berufsoffiziers. Als Reserveoffizier während des Zweiten Weltkrieges wurde er zum Major ernannt. Zwischen den Kriegen beschloss er, in Jena Rechtswissenschaft zu studieren. 1934 wurde er zum Staatsanwalt ernannt und nach Weimar versetzt. In 1936 wurde er zum Oberstaatsanwalt ernannt und nach Nordhausen versetzt und später nach Magdeburg. Werner, der Jüngste, fiel im Ersten Weltkrieg, in dem er als Kriegsfreiwilliger beim Husaren-Regiment „Landgraf Friedrich II. von Hessen-Homburg“ (2. Kurhessisches) Nr. 14 diente.